# 4. Division (Reichswehr)
Die 4. Division war ein Großverband der Reichswehr, dessen Stab in Dresden stationiert war.

## Geschichte

### Aufstellung
Die Division wurde mit Befehl vom 31. Juli 1920 zur Verminderung des Heeres zum 1. Oktober 1920 aus den Reichswehr-Brigaden 4, 12, 16 und 19 des Übergangsheeres gebildet.
Im Zuge der Heeresvermehrung erhielt der Divisionsstab am 1. Oktober 1934 die Tarnbezeichnung Artillerieführer IV. Die Division bildete den Grundstock des IV. Armeekorps der Wehrmacht.

### Garnisonen
Der Divisionsstab war in Dresden stationiert.

### Kommandeure
Der jeweilige Kommandeur war zugleich Befehlshaber im Wehrkreis IV (Dresden). Als Wehrkreisbefehlshaber waren die Divisionskommandeure Rechtsnachfolger der früheren Kommandierenden Generale. Für die Führung der Verbände waren ihnen je ein Infanterie- und ein Artillerieführer, beide mit Stäben, unterstellt.
Von 1921 bis Ende Oktober 1925 fungierte der Divisionskommandeur auch als Landeskommandant in Sachsen. Anschließend ging diese Stellung an den Artillerieführer IV über.
| Dienstgrad                   | Name                       | Datum                                    |
| ---------------------------- | -------------------------- | ---------------------------------------- |
| Generalleutnant              | Paulus von Stolzmann       | 01. Oktober 1920 bis 15. Juni 1921       |
| Generalleutnant              | Alfred Müller              | 16. Juni 1921 bis 29. Oktober 1925       |
| Generalleutnant              | Richard von Pawelsz        | 01. November 1925 bis 30. Mai 1926       |
| Generalleutnant              | Erich Wöllwarth            | 01. Juni 1926 bis 31. Oktober 1928       |
| Generalleutnant              | Edwin von Stülpnagel       | 01. November 1928 bis 31. Oktober 1931   |
| Generalleutnant              | Curt Ludwig von Gienanth   | 01. November 1931 bis 30. September 1933 |
| Generalleutnant              | Wilhelm List               | 01. Oktober 1933 bis 30. September 1935  |
| Infanterieführer IV          |                            |                                          |
| Generalmajor                 | Alfred Müller              | 01. Oktober 1920 bis 15. Juni 1921       |
| Generalmajor                 | Karl Felsch                | 16. Juni 1921 bis 31. März 1925          |
| Generalmajor                 | Hermann von Brandenstein   | 01. April 1925 bis 31. Oktober 1927      |
| Generalmajor                 | Adalbert von Taysen        | 01. Oktober 1929 bis 31. Oktober 1930    |
| Oberst/Generalmajor          | Paul Hausser               | 01. November 1930 bis 31. März 1932      |
| Oberst/Generalmajor          | Hans-Georg von Jagow       | 01. April 1932 bis 31. März 1934         |
| Generalmajor                 | Paul Otto                  | 01. April 1934 bis 30. September 1934    |
| Artillerieführer IV          |                            |                                          |
| Oberst/Generalmajor          | Hans von Schönfels         | 01. Oktober 1920 bis 31. Januar 1925     |
| Oberst/Generalmajor          | Karl Brück                 | 01. Februar 1925 bis 31. Januar 1927     |
| Oberst/Generalmajor          | Arnold Fischer             | 01. Februar 1927 bis 31. Januar 1929     |
| Generalmajor/Generalleutnant | Artur Schubert             | 01. Februar 1929 bis 31. Januar 1931     |
| Generalmajor                 | Friedrich von Cochenhausen | 01. Februar 1931 bis 31. Januar 1932     |
| Generalmajor                 | Ludwig Beck                | 01. Februar 1932 bis 30. September 1932  |
| Oberst/Generalmajor          | Paul Hielscher             | 01. Oktober 1932 bis 30. September 1934  |

## Organisation

### Verbandszugehörigkeit
Die Division unterstand dem Gruppenkommando 1 in Berlin.

### Gliederung
Der Großverband gliederte sich wie folgt:
- Infanterieführer IV in Dresden mit

10. (Sächsisches) Infanterie-Regiment
11. (Sächsisches) Infanterie-Regiment
12. Infanterie-Regiment
4. (Preußisches) Pionier-Bataillon (ab 1930 der Division direkt unterstellt)
- Artillerieführer IV in Dresden mit

4. Artillerie-Regiment
4. Fahr-Abteilung
Ferner unterstanden der Division:
- 4. (Sächsische) Nachrichten-Abteilung
- 4. Kraftfahr-Abteilung
- 4. (Sächsische) Sanitäts-Abteilung

Darüber hinaus waren dem Wehrkreisbefehlshaber unterstellt:
- die Kommandanturen Dresden und Magdeburg
- die Truppenübungsplätze Altengrabow und Königsbrück